# Айвазовский (теплоход)
«Айвазовский» — советский пассажирский теплоход (1977—2013), выполнявший круизы по Чёрному и Средиземному морям. В 1990-е — 2000-е годы носил наименования «Karina», «Primexpress Island», «Rochdale One», использовался как плавучее казино, студенческое общежитие.

## История
Построен в единственном экземпляре для Советского Дунайского пароходства на нормандской верфи компании Chantiers Dubigeon, прибыл к владельцу 25 августа 1977 года. В первые годы круизы на теплоход продавались в комплекте с речными турами по Дунаю, которые заканчивались в порту Измаил, где пассажиры могли пересесть на «Айвазовский» для того, чтобы продолжить путешествие по морю.
В 1991 году после распада Советского Союза судно принадлежало украинским владельцам, несколько раз арестовывалось в разных портах из-за неоплаченных счетов. В апреле 1996 года корабль был зафрахтован немецкой компанией Phoenix Reisen для совершения круизов по Средиземноморью из турецкого порта Анталии и переименован в «Karina».
В 2000 году теплоход был продан кипрской фирме Shipping Limited, после чего был сдан в аренду компании Primexpress Cruises и переименован в «Primexpress Island». Судно стало работать как плавучее казино близ острова Кипр в течение последующих двух лет. В сентябре 2002 года «Primexpress Island» был арестован в порту Лимасола из-за задолженностей по счетам.
Впоследствии после длительных переговоров судно продано нидерландской гостиничной ассоциации для использования под студенческое общежитие, ходовое применение судна владельцы считали нецелесообразным из-за плохого технического состояния. В марте 2004 года теплоход отбуксирован в Грецию, далее — в Амстердам, где в июле 2004 года завершены восстановительные работы. Новые владельцы дали судну название «Rochdale One». После ремонтных работ на теплоходе прошли ходовые испытания, которые показали, что он в рабочем состоянии. С 20 сентября 2004 года судно использовалось как студенческое общежитие.
В августе 2009 года судно прошло плановый ремонт. 29 августа 2011 года его отбуксировали из Амстердама в Роттердам.
Впоследствии корабль продан ливийской компании и в феврале 2012 года отбуксирован в Триполи. В 2013 году утилизирован в турецком порту Алиага. 9 августа 2013 года в храме Свято-Константино-Еленинского Измаильского мужского монастыря по просьбе экипажа в знак прощания с теплоходом архимандритом Сергием был отслужен молебен святителю Николаю Угоднику.